# 白色四鰭旗魚
白色四鰭旗魚（學名：Kajikia albida）简称白旗鱼（英語：white marlin），是輻鰭魚綱旗魚目旗魚科的其中一種，被IUCN列為次級保育類動物，是一種上顎像矛的大型魚類。它們呈深藍色至巧克力褐色。它們雖然較其他相似的魚類孤獨，但有時也會以小群聚居。

## 生態
白色四鰭旗魚重20-30公斤，雌魚較重。它們喜歡棲息在100米水深以下的深海區。於溫暖季節，它們會遷徙到高緯度的海域。它們會於初夏在深水的地方繁殖。獵物包括多種魚類、甲殼類及頭足綱。

## 保育
於2010年，綠色和平將白色四鰭旗魚列在海鮮紅色名錄中。